# 학교괴담 4
학교괴담 4(學校の怪談 4: Haunted School 4)는 일본에서 제작된 히라야마 히데유키 감독의 1999년 공포 영화이다. 토요다 마이 등이 주연으로 출연하였다.

## 출연

### 주연
- 토요다 마이
- 쇼후쿠테이 마츠노스케
- 미나카와 유키
- 하라다 미에코
- 네기시 토시에

## 제작진
- 조명: 우에다 나리유키